# Кантария, Автандил Георгиевич
Автандил Георгиевич Кантария (род. 24 июня 1955, Хоби, Грузинская ССР) — советский и грузинский футболист, вратарь.
Воспитанник ДЮСШ Хоби, первый тренер П. Татаришвили. В начале карьеры по данным сайта dinamo-tbilisi.ru выступал за команды КФК и второй лиги СССР «Колхети» Хоби (1972), «Ингури»/«Динамо» Зугдиди (1973—1975), «Магароели» Чиатура (1976), «Колхети» Хоби (1977—1979), «Торпедо» Кутаиси (с 1980). По другим данным в 1972—1973 играл в КФК за «Динамо» («Ингури») Зугдиди, в 1974 — за «Динамо» во второй лиге, в 1976 — за «Магароели», в 1977 — «Колхети» Хоби, КФК, в начале 1980 — «Колхети» Поти, вторая лига.
В 1981 году в составе «Торпедо» Кутаиси вышел в высшую лигу, где за два сезона провёл 35 матчей, пропустил 51 гол. 1984 год отыграл в «Динамо» Тбилиси — шесть пропущенных мячей в семи матчах, три первых матча чемпионата отыграл на «ноль». Вернувшись в «Торпедо», в 1985—1986 годах сыграл 34 матча, пропустил 62 гола. 1987 год начал в команде второй лиги «Локомотив» Самтредиа, затем перешёл в «Гурию» Ланчхути, в составе которой провёл 15 матчей, пропустил 21 гол и вылетел в первую лигу. В 1988—1989 годах за «Гурию» сыграл 42 матча, пропустил 38 голов. В сезонах 1990—1991/92 играл за команду в чемпионате Грузии.
Автор soccer.ru Олег Лыткин считает Кантарию последним сильным представителем грузинской вратарской школы в чемпионате СССР, хотя он дважды пропускал по восемь мячей за матч — от «Зенита» в 1981 году (1:8) и от «Динамо» Киев в 1983 (0:8). Лучшим матчем Кантарии он считает игру 10 ноября 1987 года, когда «Спартаку», чтобы стать чемпионом, было необходимо обыграть вылетавшую из высшей лиги «Гурию». Единственный мяч Фёдор Черенков смог забить только на 84-й минуте